# Chuck Schuldiner
Chuck Schuldiner, Charles Michael Schuldiner (Long Island, New York, 1967. május 13. – Altemonte Springs, Florida, 2001. december 13.) amerikai gitáros, énekes, dalszerző, szövegíró, a death metal stílus egyik úttörő egyénisége.

## Pályafutása
Legismertebb zenekara a floridai Death. Első zenekarát (Mantas) 16 éves korában alapította, majd egy évvel később létrehozta a Death zenekart, mellyel komoly elismerésre tett szert a metal műfajban. A Death 1987 és 1998 között hét stúdióalbumot adott ki állandóan változó felállással. Az egyedüli biztos pont a zenekarvezető Chuck Schuldiner volt. Schuldiner elismerést vívott ki magának innovatív gitárjátékával és a death metal műfaj kereteit feszegető dalaival. 1997-ben új zenekart alapított Control Denied néven, melyben a Death szellemiségét vitte tovább, annyi változással, hogy az énekesi feladatokat egy nála sokkal kvalifikáltabb torokra bízta. A Control Denied-nak egyetlen nagylemeze jelent meg.
1999 májusában agytumort diagnosztizáltak Schuldinernél. A sugárkezelés után műtéti úton távolították el a daganat maradékát 2000 januárjában. A műtét költségei anyagi csődbe vitték a családot. Az utókezelésre alapítványokon keresztül gyűjtöttek pénzt a rajongók és a zenésztársak. A betegség egy időre visszahúzódott és Schuldiner dolgozni kezdett a második Control Denied album dalain, de 2001 májusában megint jelentkeztek a tünetek. A rák újra megtámadta és fél évvel később, december 13-án meghalt.
Halála után demófelvételeiből két válogatásalbumot is kiadott a Karmageddon Media.

## Diszkográfia

### Death
- 1987 – Scream Bloody Gore
- 1988 – Leprosy
- 1990 – Spiritual Healing
- 1991 – Human
- 1992 – Fate – válogatás
- 1993 – Individual Thought Patterns
- 1995 – Symbolic
- 1998 – The Sound of Perseverance
- 2001 – Live in L.A. (Death & Raw) – koncert 1998
- 2001 – Live in Eindhoven – koncert 1998

### Control Denied
- 1999 – The Fragile Art of Existence

### Chuck Schuldiner
- 2004 – Zero Tolerance – Control Denied és Death demófelvételek
- 2004 – Zero Tolerance II – Death demó- és koncertfelvételek